# Isländische Badmintonmeisterschaft 1959
Die Isländische Badmintonmeisterschaft 1959 fand in Reykjavík statt. Es war die elfte Auflage der nationalen Titelkämpfe von Island im Badminton.

## Titelträger
| Disziplin    | Sieger                                     |
| ------------ | ------------------------------------------ |
| Herreneinzel | Ágúst Bjartmarz                            |
| Dameneinzel  | Jónína Nieljóhníusardóttir                 |
| Herrendoppel | Einar Jónsson Óskar Guðmundsson            |
| Damendoppel  | Hulda Guðmundsdóttir Rannveig Magnúsdóttir |
| Mixed        | Wagner Walbom Halldóra Thoroddsen          |